# Campodorus ucrainicus
Campodorus ucrainicus är en stekelart som beskrevs av Dmitriy R. Kasparyan 2005. Campodorus ucrainicus ingår i släktet Campodorus och familjen brokparasitsteklar. Inga underarter finns listade.